# Gustavo Noboa
Gustavo Noboa Bejarano (Guayaquil, 21 augustus 1937 - Miami, 16 februari 2021) was een Ecuadoraanse politicus. Hij was president van Ecuador van 22 januari 2000 tot 15 januari 2003.

## Presidentschap
Gustavo Noboa was vicepresident tijdens het presidentschap van Jamil Mahuad. Toen Mahuad in januari 2000 werd gedwongen om af te treden na een militaire coup, werd Noboa aangewezen als zijn opvolger.
Noboa werd opgezadeld met een land in een economische crisis en een grote buitenlandse schuld. Ondanks de protesten zette hij tijdens zijn beleid de dollarisering van de nationale munt, die onder Mahuad was begonnen, door. Tijdens zijn beleid gaf hij tevens de leiders van de coup tegen zijn voorgangers, waaronder de latere president Lucio Gutiérrez, amnestie.
In 2002 werd Lucio Gutiérrez gekozen als opvolger van Noboa en op 15 januari 2003 liep zijn presidentschap officieel af.

## Na zijn presidentschap
Na zijn presidentschap werd Noboa beschuldigd van onregelmatigheden bij de onderhandelingen over de buitenlandse schuld. Hierop zocht Noboa politiek asiel in de Dominicaanse Republiek, waar hij van 2003 tot 2005 verbleef. Hij keerde terug omdat het proces tegen hem door het hooggerechtshof werd geannuleerd, maar nadat de zittende president Gutiérrez moest aftreden werd zijn zaak weer heropend. Noboa werd onder huisarrest geplaatst, dat in 2006 weer werd opgeheven.